# Sevillanas de Brooklyn
Sevillanas de Brooklyn es una comedia romántica española estrenada en 2021. La película está dirigida por Vicente Villanueva y protagonizada por Carolina Yuste y Sergio Momo.

## Sinopsis
Ana (Carolina Yuste) es una joven de Sevilla que está harta de su familia y del problemático barrio en el que vive. Las cosas van a empeorar cuando su madre engaña a una agencia especializada en proporcionar alojamiento a estudiantes extranjeros de intercambio, para ser la anfitriona de Ariel Brooklyn (Sergio Momo), un estudiante negro de familia adinerada que viaja a la ciudad. El problema es que, en lugar del alojamiento de lujo que le prometieron, Ariel se encuentra en la vivienda de la familia. A pesar de sus diferencias obvias y las situaciones absurdas en las que se encuentran como resultado de la estafa, Ana y Ariel se ven obligados a vivir bajo el mismo techo.
Ana interpreta a una profesora que enseña a bailar sevillanas en inglés a niños y estudia filología inglesa, de hecho Ana (Carolina Yuste) y Ariel (Sergio Momo) tuvieron que tomar clases de sevillanas antes de rodar la película.

## Reparto
- Carolina Yuste como Ana Galindez Parra
- Sergio Momo como Ariel Brooklyn
- Manolo Solo como Antonio Galindez
- Estefanía de los Santos como Carmen Parra
- Canco Rodríguez como Jesús Martinez
- Adelfa Calvo como Directora
- María Alfonsa Rosso como Abuela
- Andrea Haro como Auxi
- Asier Gago como Bolo Galindez Parra
- José Ramón Rodríguez como Brayan
- Neizan Fernández como Wisconsin
- Clare Durant como Megan

## Estreno
La película comenzó su rodaje en julio de 2020, finalizando el mismo en agosto. En mayo de 2021 se anunció la fecha de estreno de la película en cines, siendo el 20 de agosto de ese año. Finalmente, el estreno de la película fue retrasado al 17 de septiembre del mismo año.